# El Chocho
El Chocho är en ort i Mexiko.   Den ligger i kommunen Cárdenas och delstaten Tabasco, i den sydöstra delen av landet, 600 km öster om huvudstaden Mexico City. El Chocho ligger 7 meter över havet och antalet invånare är 191.
Terrängen runt El Chocho är mycket platt. Havet är nära El Chocho åt nordväst. Runt El Chocho är det ganska tätbefolkat, med 129 invånare per kvadratkilometer. Närmaste större samhälle är Poblado C-11 José María Morelos y Pavón, 16,8 km sydost om El Chocho. Trakten runt El Chocho består till största delen av jordbruksmark.